# Steven Shapin
Steven Shapin (New York, 1943) is een Amerikaans wetenschapshistoricus en wetenschapssocioloog en hoogleraar aan de Harvard-universiteit. 
Shapin was begonnen met een studie biologie. In 1971 promoveerde hij in de wetenschapsgeschiedenis op een studie van de historie van de Royal Society of Edinburgh. Hierna bekleedde hij diverse academische posities in Groot-Brittannië, Israël en de Verenigde Staten. Sinds 2004 is hij hoogleraar Geschiedenis van de Wetenschappen aan de Harvard-universiteit.
Shapin is bekend van het boek Leviathan and the Air-Pump: Hobbes, Boyle, and the Experimental Life geschreven met Simon Schaffer. Zijn boek The Scientific Revolution uit 1996 is vertaald in 14 landen. Shapin ontving vele onderscheidingen voor zijn werk, waaronder samen met Simon Schaffer de Erasmusprijs in 2005 voor hun buitengewoon belangrijke bijdrage op sociaal-wetenschappelijk terrein in Europa.

## Publicaties
- 1979. Natural order : historical studies of scientific culture. Met Barry Barnes (red.). Sage Publications.
- 1985. Leviathan and the air-pump : Hobbes, Boyle, and the experimental life. Met Simon Schaffer. Princeton University Press.
- 1994. A social history of truth : civility and science in seventeenth-century England. University of Chicago Press.
- 1996. The scientific revolution. University of Chicago Press.
- 1998. Science incarnate : historical embodiments of natural knowledge. Met Christoher Lawrence (red.). University of Chicago Press.
- 2008. The Scientific Life: A Moral History of a Late Modern Vocation. University of Chicago Press.